# Perplicaria
Perplicaria is een geslacht van weekdieren uit de klasse van de Gastropoda (slakken).

## Soorten
- Perplicaria boucheti Verhecken, 1997
- Perplicaria clarki M. Smith, 1947